# 塔那
塔那（Thane，旧称Thana）位于印度马哈拉施特拉邦西部，临阿拉伯海，属于孟买的卫星城。全市面积147平方公里，人口1,261,517人（2001）。塔那市也是塔那县的行政中心。
有关塔那市的记载最早见于古希腊地理学家托勒密（约90年—168年）的著述所提到的Chersonesus，据研究，此地位于今塔那周边地区。意大利威尼斯旅行家马可·波罗曾于1290年造访此地。马可·波罗在其游记中将此地描述为一个较大的王国，有良好的港口设施、发达的航运，有皮革、麻布和棉花等贸易，马匹靠从外地输入。葡属印度时期，约1530年葡萄牙人进驻此地，当时以称Tana（哨所之意）而出名，1730年塔那堡垒建成，1739年结束葡萄牙人统治。马拉地人于1737年和1739年分别侵入勃生（瓦塞維拉爾）和塔那，1784年英国人占领塔那堡垒，塔那成为英属印度的一部分。1863年成立市政委员会，当时人口9000人。
印度的第一列火车运营于1853年，就是自孟买驶往塔那。在当地马拉地语中，Thane（或Thana）即车站之意，当时塔那站是除维多利亚终点站以外的建起的唯一火车终点站。1947年印度独立以后，直至1960年代和1970年代，塔那渐渐发展为工业重镇，其交通、贸易和基础建设获得了发展。